# Leucospilapteryx venustella
Leucospilapteryx venustella is een vlinder uit de familie van de mineermotten (Gracillariidae). De wetenschappelijke naam van de soort werd voor het eerst geldig gepubliceerd in 1860 door Clemens. Het is bekend uit Canada (Québec) en de Verenigde Staten (de Atlantische staten, Maine, Michigan, Missouri, Ohio, Pennsylvania, Vermont, Maryland en Kentucky).

## Kenmerken
De spanwijdte is ongeveer 6 mm.
De larven voeden zich met Ageratina ageratoides, Ageratina altissima en Eupatorium urticifolium. Ze mineren de bladeren van hun waardplant. De mijn heeft de vorm van een grote, vouwmijn aan de onderzijde van het blad. Wanneer de larve klaar is met eten, verlaat hij de mijn en verpopt zich in een kleine cocon.